# Juozas Jurgėla
Juozas Jurgėla, indicato anche come Jurgis Jurgėla (Chicago, 11 agosto 1911 – Chicago, 2 maggio 1961), è stato un cestista lituano.

## Carriera
Con la Lituania ha vinto i Campionati europei del 1939.